# Regeringen Blair III

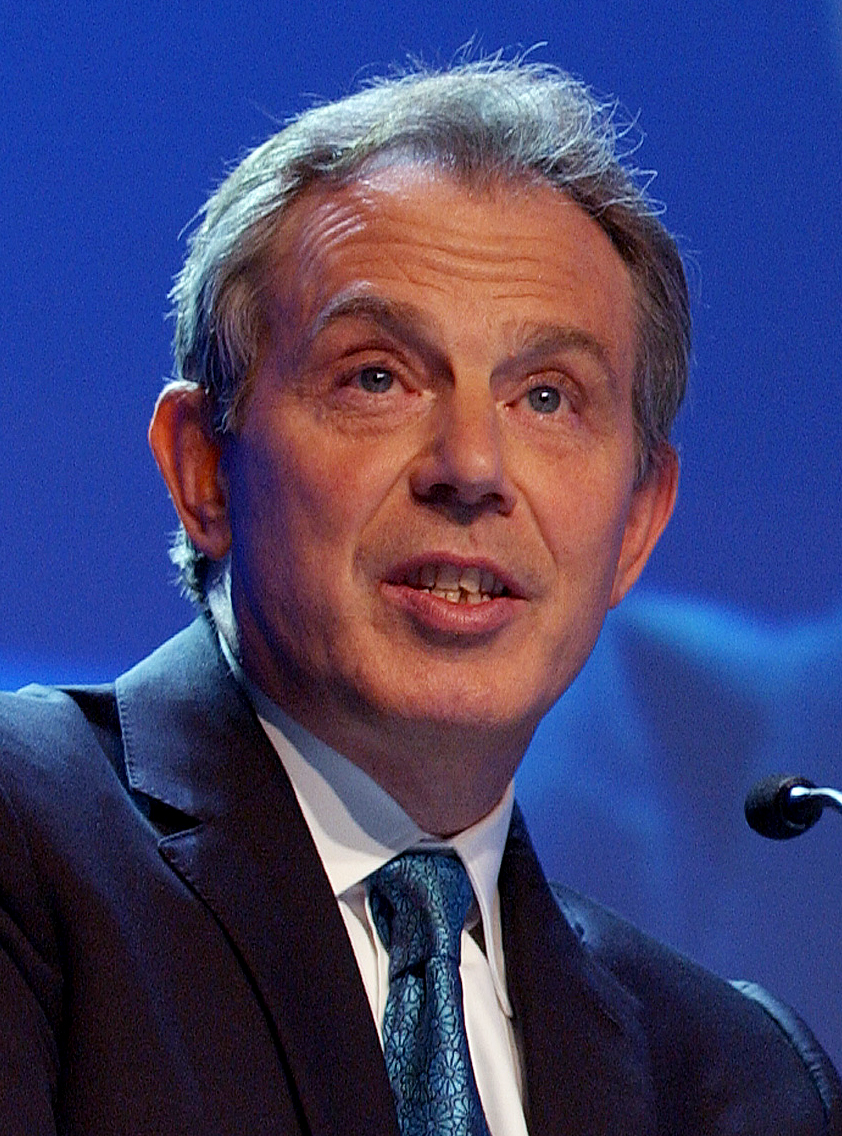
Tony Blair

Regeringen Blair III var Storbritanniens regering (Cabinet of the United Kingdom) 6 maj 2005 till 27 juni 2007. Regeringen bestod av representanter för Labourpartiet och leddes av premiärminister Tony Blair och den biträdande premiärminister, Deputy Prime Minister, John Prescott. Regeringen Blair III bildades efter parlamentsvalet 2005 och ombildades efter lokalvalen i maj 2006. Blair var premiärminister i tre mandatperioder 1997-2007 och efterträddes av sin finansminister Gordon Brown.

## Regeringen Blair III:s sammansättning
Utöver de ministrar som nämns i denna tabell har ytterligare några politiska ämbetsmän rätt att delta vid regeringssammanträdena. Bland de ämbeten som tidvis ingått i regeringen hör till exempel attorney general (motsvarar svensk justitiekansler), ett mindre antal minister of state (motsvarar svenska statssekreterare) samt Under- och Överhusets Chief Whip (chefsinpiskare). 
| Ämbete | Namn | Ministerium |
| --- | --- | --- |
| Prime Minister (Premiärminister) | Tony Blair                                                                                                   | Cabinet Office |
| First Lord of the Treasury (Förste skattkammarlord), Minister for the Civil Service                                                                                  | Tony Blair                                                                                                   | Cabinet Office |
| Chancellor of the Duchy of Lancaster och Minister for the Cabinet Office (Minister på premiärministerns kontor)                                                      | John Hutton t.o.m. 2 november 2005 Jim Murphy 2 november 2005-5 maj 2006 Hilary Armstrong fr.o.m. 5 maj 2006 | Cabinet Office |
| Deputy Prime Minister, First Secretary of State (Biträdande premiärminister)                                                                                         | John Prescott                                                                                                | Office of the Deputy Prime Minister Department for Communities and Local Government utbrutet ur Office of the Deputy Prime Minister 5 maj 2006 |
| Minister of State for Communities and Local Government t.o.m. 5 maj 2006 Secretary of State for Communities and Local Government fr.o.m. 5 maj 2006 (Kommunminister) | David Miliband t.o.m. 5 maj 2006 Ruth Kelly fr.o.m. 5 maj 2006                                               | Office of the Deputy Prime Minister Department for Communities and Local Government utbrutet ur Office of the Deputy Prime Minister 5 maj 2006 |
| Ministers for Women fr.o.m. 5 maj 2006 | David Miliband t.o.m. 5 maj 2006 Ruth Kelly fr.o.m. 5 maj 2006                                               | Office of the Deputy Prime Minister Department for Communities and Local Government utbrutet ur Office of the Deputy Prime Minister 5 maj 2006 |
| Chancellor of the Exchequer, Second Lord of the Treasury (Finansminister)                                                                                            | Gordon Brown                                                                                                 | HM Treasury |
| Chief Secretary to the Treasury (Biträdande finansminister) | Des Browne t.o.m. 5 maj 2006 Stephen Timms fr.o.m. 5 maj 2006                                                | HM Treasury |
| Secretary of State for Foreign and Commonwealth Affairs (Utrikesminister)                                                                                            | Jack Straw t.o.m. 5 maj 2006 Margaret Beckett fr.o.m. 5 maj 2006                                             | Foreign and Commonwealth Office |
| Secretary of State for Constitutional Affairs t.o.m. 9 maj 2007 Secretary of State for Justice (Justitieminister) fr.o.m. 9 maj 2007                                 | Charlie Falconer                                                                                             | Department for Constitutional Affairs t.o.m. 9 maj 2007 Ministry of Justice fr.o.m. 9 maj 2007                                                 |
| Lord Chancellor (Lordkansler) | Charlie Falconer                                                                                             | Department for Constitutional Affairs t.o.m. 9 maj 2007 Ministry of Justice fr.o.m. 9 maj 2007                                                 |
| Secretary of State for the Home Department (Inrikesminister) | Charles Clarke t.o.m. 5 maj 2006 John Reid fr.o.m. 5 maj 2006                                                | Home Office |
| Secretary of State for Defence (Försvarsminister) | John Reid t.o.m. 5 maj 2006 Des Browne fr.o.m. 5 maj 2006                                                    | Ministry of Defence |
| Secretary of State for Health (Hälsominister) | Patricia Hewitt                                                                                              | Department of Health |
| Secretary of State for Environment, Food and Rural Affairs (Miljö- och jordbruksminister)                                                                            | Margaret Beckett t.o.m. 5 maj 2006 David Miliband fr.o.m. 5 maj 2006                                         | Department for Environment, Food and Rural Affairs                                                                                             |
| Secretary of State for International Development (Biståndsminister)                                                                                                  | Hilary Benn                                                                                                  | Department for International Development |
| Secretary of State for Trade and Industry (Näringsminister) | Alan Johnson t.o.m. 5 maj 2006 Alistair Darling fr.o.m. 5 maj 2006                                           | Department of Trade and Industry |
| President of the Board of Trade | Alan Johnson t.o.m. 5 maj 2006 Alistair Darling fr.o.m. 5 maj 2006                                           | Department of Trade and Industry |
| Secretary of State for Education and Skills (Utbildningsminister) | Ruth Kelly t.o.m. 5 maj 2006 Alan Johnson fr.o.m. 5 maj 2006                                                 | Department for Education and Skills |
| Secretary of State for Work and Pensions (Arbets- och pensionsminister)                                                                                              | David Blunkett t.o.m. 2 november 2005 John Hutton fr.o.m. 2 november 2005                                    | Department for Work and Pensions |
| Secretary of State for Transport (Transportminister) | Alistair Darling t.o.m. 5 maj 2006 Douglas Alexander fr.o.m. 5 maj 2006                                      | Department for Transport |
| Secretary of State for Scotland (Minister för Skottland) | Alistair Darling t.o.m. 5 maj 2006 Douglas Alexander fr.o.m. 5 maj 2006                                      | Scotland Office |
| Secretary of State for Culture, Media and Sport (Kulturminister) | Tessa Jowell                                                                                                 | Department for Culture, Media and Sport |
| Secretary of State for Wales (Minister för Wales) | Peter Hain                                                                                                   | Wales Office |
| Secretary of State for Northern Ireland (Minister för Nordirland) | Peter Hain                                                                                                   | Northern Ireland Office |
| Leader of the House of Commons (Underhusledare) | Geoff Hoon t.o.m. 5 maj 2006 Jack Straw fr.o.m. 5 maj 2006                                                   | Office of the Leader of the House of Commons                                                                                                   |
| Lord Privy Seal | Geoff Hoon t.o.m. 5 maj 2006 Jack Straw fr.o.m. 5 maj 2006                                                   | Office of the Leader of the House of Commons                                                                                                   |
| Leader of the House of Lords (Överhusledare) | Valerie Amos                                                                                                 | Office of the Leader of the House of Lords |
| Lord President of the Council | Valerie Amos                                                                                                 | Office of the Leader of the House of Lords |